# Келейрс (Пенсільванія)
Келейрс (англ. Kelayres) — переписна місцевість (CDP) в США, в окрузі Скайлкілл штату Пенсільванія. Населення — 497 осіб (2020).

## Географія
Келейрс розташований за координатами 40°54′3″ пн. ш. 76°0′16″ зх. д. / 40.90083° пн. ш. 76.00444° зх. д. (40.900734, -76.004553).  За даними Бюро перепису населення США в 2010 році переписна місцевість мала площу 0,30 км², уся площа — суходіл.

## Демографія
Згідно з переписом 2010 року, у переписній місцевості мешкали 533 особи в 230 домогосподарствах у складі 147 родин. Густота населення становила 1797 осіб/км².  Було 258 помешкань (870/км²).
Расовий склад населення:
| - 96,8 % — білих - 0,6 % — азіатів - 0,2 % — чорних або афроамериканців - 1,9 % — осіб інших рас |

До двох чи більше рас належало 0,6 %. Частка іспаномовних становила 4,9 % від усіх жителів.
За віковим діапазоном населення розподілялося таким чином: 22,1 % — особи молодші 18 років, 57,4 % — особи у віці 18—64 років, 20,5 % — особи у віці 65 років та старші. Медіана віку мешканця становила 40,9 року. На 100 осіб жіночої статі у переписній місцевості припадало 95,2 чоловіків;  на 100 жінок у віці від 18 років та старших — 88,6 чоловіків також старших 18 років.
Середній дохід на одне домашнє господарство  становив 47 132 долари США (медіана — 39 961), а середній дохід на одну сім'ю — 67 759 доларів (медіана — 68 393). Медіана доходів становила 38 871 долар для чоловіків та 43 875 доларів для жінок. За межею бідності перебувало 7,3 % осіб, у тому числі 0,0 % дітей у віці до 18 років та 18,5 % осіб у віці 65 років та старших.
Цивільне працевлаштоване населення становило 210 осіб. Основні галузі зайнятості: освіта, охорона здоров'я та соціальна допомога — 33,3 %, виробництво — 22,9 %, роздрібна торгівля — 11,0 %, оптова торгівля — 6,2 %.